# Comlux

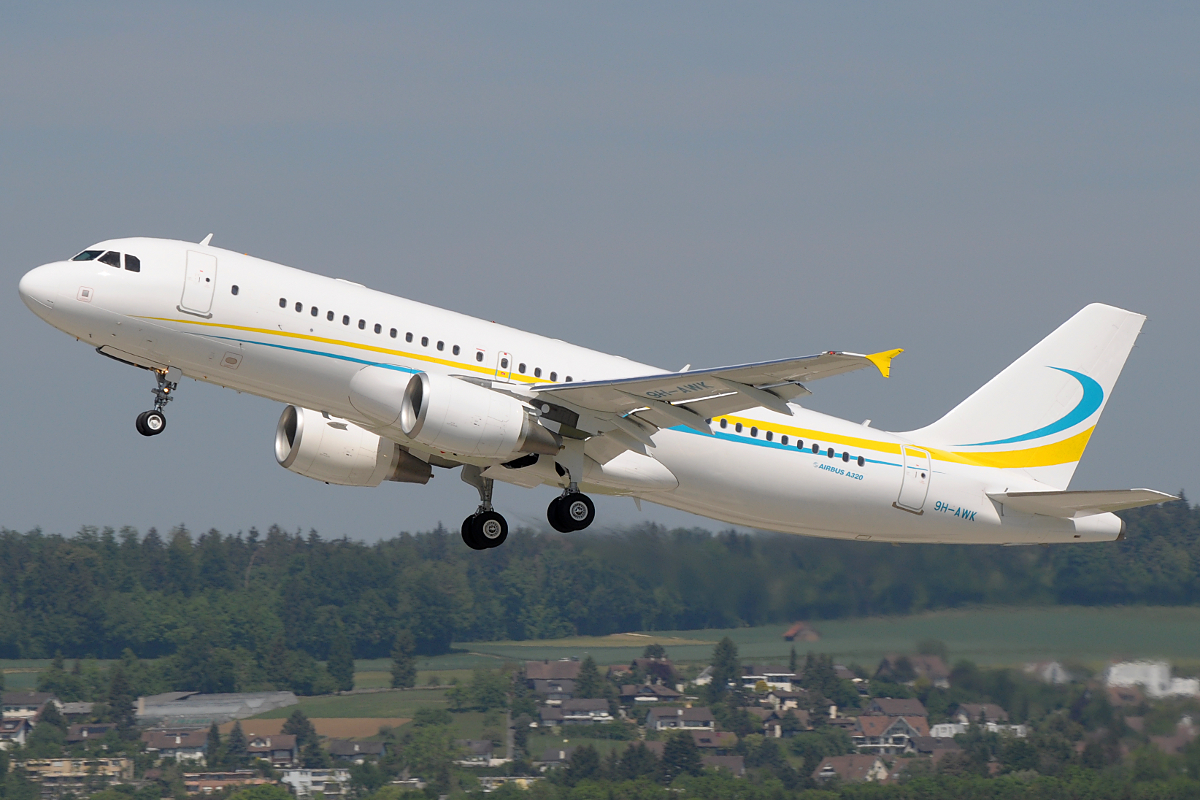
Airbus A320 de Comlux

Comlux (Code OACI : CLA) est une compagnie aérienne basée en Suisse à Zurich, ayant des filiales à Malte et au Kazakhstan, ainsi que des branches régionales en Russie, aux États-Unis, à Bahrain et Hong Kong.
Spécialisée dans le charter haut de gamme, elle a été fondée en avril 2003 et a été la première à opérer un Airbus ACJ321.
La division américaine de Comlux, basée à Indianapolis, propose des services de maintenance et d'aménagement de cabine pour les gros porteurs.

## Flotte

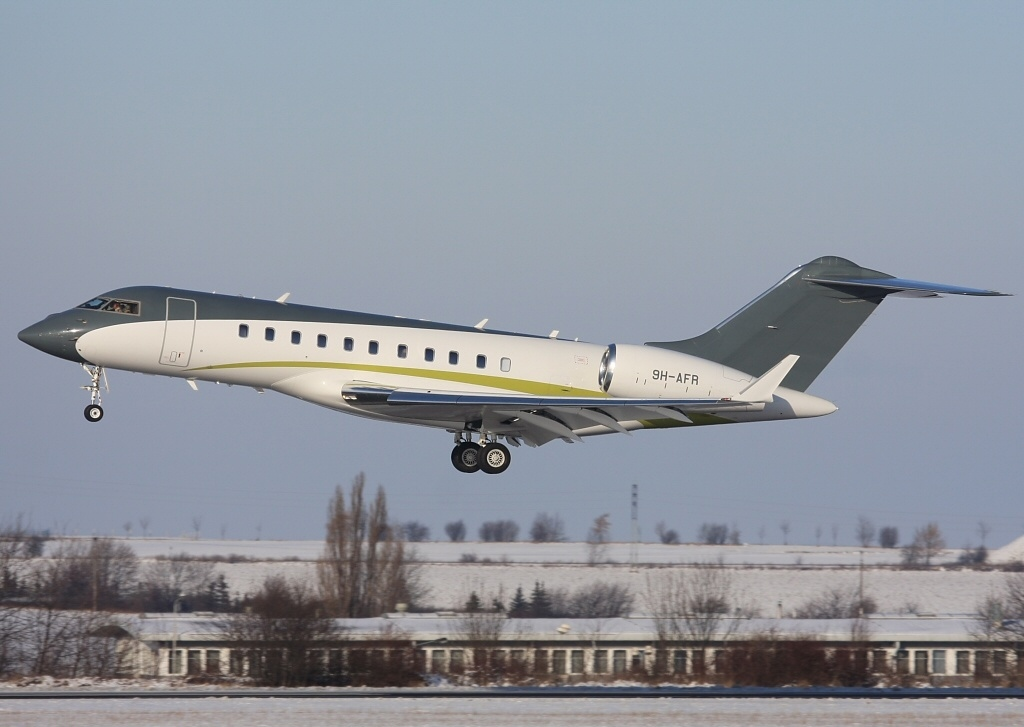
Bombardier BD-700 de Comlux Malte

La flotte de la compagnie comporte 22 appareils de différents constructeurs:
- Airbus A220Cj[8]
- Airbus A318CJ
- Airbus A319CJ
- Airbus A320CJ
- Airbus A330CJ
- Bombardier Challenger 605
- Bombardier Challenger 850
- Bombardier Global Express XRS
- Bombardier Global 5000
- Bombardier Global 6000
- Boeing 767-200ER
- Boeing Business Jet
- Dassault Falcon-900LX
- Embraer Legacy 650
- Pilatus PC-24
- Sukhoi Superjet 100

Les appareils sont répartis entre les différentes bases opérationnelles, à l'Aéroport international de Malte, à Almaty, à l'Aéroport international de Vnoukovo, à Indianapolis, et depuis 2011 à Bahreïn.
En 2015, Comlux a commandé 2  Boeing 737, et en février 2016 3 Airbus A320,.
En 2019, un Pilatus PC-24 a été livré a Comlux Malta. Il est basé a Gray, France.